# 杨宗儒
杨宗儒（？—），男，汉族，中华人民共和国政治人物。现任中国证监会广东监管局党委书记、局长、广州稽查局局长。第十四届全国政协委员。